# Aleksander Aleksandrijski
Aleksander Aleksandrijski je krščanski škof ter 19. aleksandrijski patriarh in svetnik, * 3. stoletje, Egipt, † 26. april 328, Aleksandrija (Egipt, Rimsko cesarstvo)

## Življenje

### Mladost
O Aleksandrovi mladosti ne vemo veliko. Mašniško posvečenje je sprejel v Aleksandriji. 
Kot duhovnik je izkusil krvavo preganjanje kristjanov pod cesarjema Galerijem in Maksiminom Dajom. 
Leta 313 je nasledil patriarha Ahilasa. Videti je bilo, da bo njegovo škofovanje potekalo mirno in srečno. Njegova krotka in vendar krepka beseda je zaorala globoke brazde v srcih tistih, ki so se z njim srečali. Z gorečnostjo in vztrajno prizadevnostjo je v kratkem času pokristjanil celo Aleksandrijo. Zelo si je prizadeval, da je vzgojil v celi metropoliji veliko zglednih duhovnikov. V mladem Atanaziju je spoznal že kot dečku njegove izredne naravne darove in ga usmeril v cerkveno službo. 
Kakor hitro pa je začelo žito iti v klasje, je hudi duh posejal vmes ljuljko. Kot orodje mu je bil ravno človek, ki bi moral biti Aleksandru najbolj hvaležen: če je v Atanaziju našel najboljšega sodelavca in naslednika, je v Ariju našel hudega nasprotnika.

### Arij uči herezijo
Arij je bil učenec Lukijana Antiohijskega. V času Aleksandrijskega škofa Petra (300-311) je najprej bil privrženec melecijancev, potem pa se je vrnil v katoliško Cerkev. 

Ko je bil Aleksander še duhovnik, je vzel pod zaščito bogoslovca Arija, ki ga je škof Peter izgnal iz škofije in niti slišati ni hotel o sprejemu nazaj. Aleksander ni odnehal in tako se je Arij pomiril s Petrovim naslednikom škofom in patriarhom Ahilasom v Aleksandriji, ki ga je sprejel nazaj v občestvo Cerkve ter mu tudi podelil duhovniško posvečenje. Arij je torej postal duhovnik, ker mu je pomagal prav poznejši škof Aleksander - pa je to dobroto kmalu obžaloval.

Arij je bil učen – vendar bolj v posvetnih kot duhovnih vedah. Bil je človek lepe in prikupne zunanjosti in se je ljudem kazal silno pobožnega; žal pa je vnašal med vernike nemir, prepir in neslogo, tudi s pesmimi, ki jih je napisal v duhu novega nauka. Začel je namreč učiti množice, ki so njegovo zapeljivo podajanje zavzeto sprejemale, da Jezus ni Bog, ampak le navaden človek, ki ga je Bog Oče obdaril z izrednimi zmožnostmi, da je presegal ljudi in celo angele. Najprej je deloval skrivaj, 319 pa je že nastopal javno ter mnoge odvrnil od krščanstva. 
Škof Aleksander je najprej nastopil zelo blago; ko pa ni nič pomagalo, je postal odločnejši. Poskušal je Arija vrniti nazaj v krščansko občestvo – pa je vse bilo zaman. 

## Prvi ekumenski koncil
Ko je škof Aleksander uvidel, da dobronamerno očetovsko prepričevanje nič ne zaleže, ga je najprej opomnil, nato pa je sklical škofe na koncil. Na aleksandrijski cerkveni zbor 320, ki mu je predsedoval patriarh Aleksander, je prišlo 100 škofov. Koncil je Arija izobčil iz Cerkve in mu prepovedal sleherno duhovniško dejavnost.
Arij pa je le še bolj motil krščansko enotnost in pridobil celo dva škofa na svojo stran. Zato je o vsem tem obvestil papeža Silvestra in prosil za posredovanje tudi zemeljskega vladarja Konstantina. Cesar je najprej imel za povzročitelja nemirov patriarha Aleksandra; nato pa je le privolil in sporazumno s papežem 325 sklical v Nicejo v Bitiniji ekumenski koncil, ki naj bi prinesel mir Cerkvi in cesarstvu. Na prvi vesoljni cerkveni zbor sta prišla v imenu bolnega in ostarelega papeža njegova odposlanca, 318 škofov in sam cesar. Na tem koncilu so preiskali Arijevo učenje in ugotovili, da nasprotuje tradicionalnemu krščanskemu učenju. Patriarh Aleksander Aleksandrijski in njegov diakon Atanazij, mirski škof  Nikolaj in večina škofov so izglasovali, da je bilo arijanstvo obsojeno in sprejeta Nicejska veroizpoved. 

### Aleksandrova mariologija
Aleksander Aleksandrijski je v apologetiki z arijanstvom poudaril Jezusovo Božjo naravo; obenem pa je v povezavi s tem povezoval tudi Marijino vlogo: ona ni rodila Jezusa le kot človeka, ampak tudi kot Boga; s tem, da je postal kot sin Marije človek, Kristus ni prenehal biti kot sin Boga Očeta Bog. Zato Marija ni le "Christotokos" (roditeljica Kristusa), ampak tudi "Theotokos" (roditeljica Boga),
V 3. In 4. stoletju poznamo namreč nekatere vidike o Marijini vlogi pri Jezusovem učlovečenju. To so razmišljanja o Mariji Božji materi, Mariji kot devici med in po porodu in njeni svetosti. Naziv "Theotokos", kar pomeni "Bogorodica", so uporabljali različni pisci, prvi pa ga je uporabil škof Aleksander Aleksandrijski. Na Efeškem koncilu (431) so glede na izročilo sprejeli ta naziv, zavrnili pa so Nestorijev mariološki nauk. Tudi naziva "in partu" in "post partum" (devica med in po porodu) so priznavali cerkveni očetje.

### Pisma in pridige
Sveti Aleksander se je spustil v boj z arijanstvom z živo in pisano besedo. Zoper arijanstvo je napisal okoli 70 pisem. Epifanij je poznal 20 njegovih pisem; ohranjeni sta okrožnici vsem škofom ter solunskemu in konstantinopeljskemu škofu Aleksandru. Cesar Konstantin mu je poslal pismo prek Hozija iz Kordobe, papeževega odposlanca na nicejskem koncilu. Ohranjeno je tudi pismo, ki ga je pisal Arij svojemu škofu Aleksandru; tu zagovarja svoj nauk sklicujoč se na to, da se Aleksander o Kristusu podobno izraža kot on, kar pa seveda ne drži. Ohranjeni so odlomki njegovih pridig Duša in telo ter Jezusovo trpljenje. 
Atanazij poroča, da je Aleksander sezidal v Aleksandriji cerkev svetega Teonasa. 

## Smrt in češčenje
Po nicejskem vesoljnem cerkvenem zboru se je patriarh Aleksander vrnil nazaj v Aleksandrijo, kjer so ga verniki navdušeno sprejeli kot zmagovalca v obrambi krščanstva proti arijanstvu. Kmalu nato je pa hudo zbolel in 26. februarja 326 umrl. Verno ljudstvo ga je začelo častiti kot svetnika. Njegov naslednik je postal njegov zvesti sodelavec Atanazij. 

### Ocena
- Če govorimo o aleksandrijskem patriarhu svetem Aleksandru, smemo mirne duše priznati, da gre za velikega človeka, ki je v časih arijanske krize odigral veliko in pozitivno vlogo pri ohranjevanju krščanske edinosti.
- Patriarh Aleksander je zavračal arijanstvo z mnogimi pismi, od katerih so se nekatera ohranila. Nicejski koncil je potrdil njegovo oblast nad Egiptom, Libijo in Peteromestjem (Pentapolisom - ki je danes severni del Libije).[12]
- Aleksander se je prikazal na nebu Cerkve kot izredna zvezda. Ne vemo sicer, od kod je prišel, vendar vidimo njegovo svetlobo in sij, ki sveti do poznih stoletij in kaže pot naprej. [6]